# Verpe de Bohême
Verpa bohemica, Ptychoverpa bohemica
Espèce
Verpa bohemica, la Verpe de Bohême, est une espèce de champignons ascomycètes de la famille des Morchellaceae. Elle ressemble aux Morilles, bien qu'elle n'en soit pas une. Son chapeau conique, qui n'est pas soudé au pied, est orné de grosses rides très irrégulières mais n'a pas d'alvéoles. Elle apparaît au début du printemps en terrains humides et sablonneux. Elle n'est pas très fréquente, plus abondante en montagne.

## Taxonomie

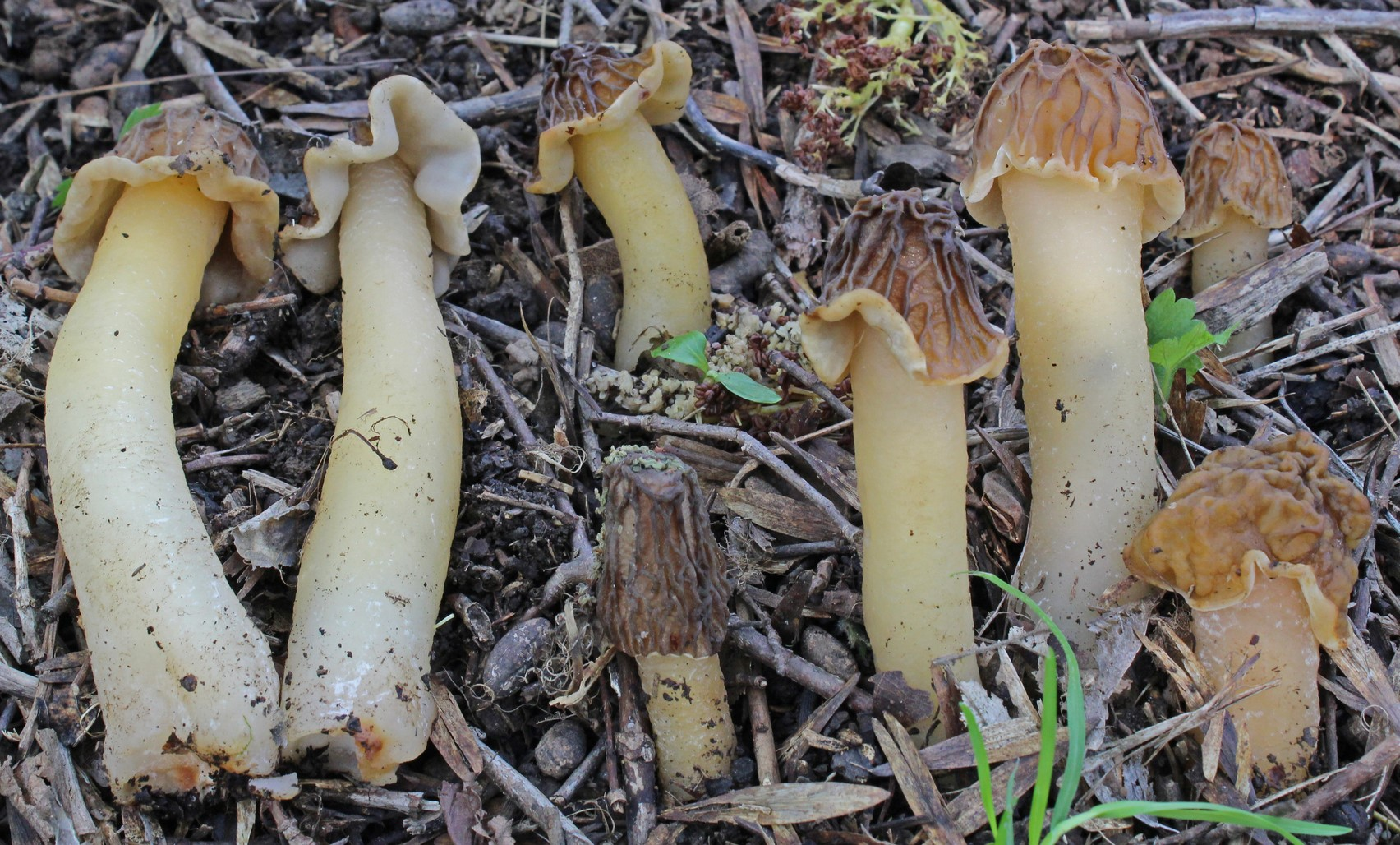
Collection de sporophores de V. bohemica en Italie.

Le nom correct complet (avec auteur) de ce taxon est Verpa bohemica (Krombh.) J. Schröt 1908

### Synonymes
Verpa bohemica a pour synonymes :
- Morchella bohemica Krombh.
- Mitrophora bohemica (Krombh.) Gillet
- Morilla speciosa var. bohemica (Krombh.) Quél.
- Phalloboletus bohemicus (Krombh.) Kuntze
- Ptychoverpa bohemica (Krombh.) Boud.
- Morchella bispora Sorokīn, in Thümen
- Morchella bohemica var. bispora (Sorokīn) Cooke
- Phalloboletus bisporus (Sorokīn) Kuntze
- Verpa bohemica var. bispora (Sorokīn) Syd. & P. Syd.
- Verpa bispora (Sorokīn) Lagarde
- Morchella bispora var. truncata Peck
- Verpa bohemica var. pallida Pilát & Svrček
- Ptychoverpa bohemica var. pallida (Pilát & Svrček) Svrček

### Phylogénie
En 1907, le Français Émile Boudier publie un traité sur les Discomycètes d'Europe dans lequel il considère les caractéristiques de ce champignon suffisantes pour le séparer dans un nouveau genre, Ptychoverpa, dont il devient l'espèce type.

### Étymologie
L'espèce est décrite pour la première fois en 1828 par Julius Vincenz von Krombholz sous le nom de Morchella bohemica. Il choisit l'épithète spécifique en allusion à la Bohême, région historique de l'actuelle République tchèque dont il est originaire et où il collecte les spécimens de ce champignon. Le naturaliste allemand Joseph Schröter le transfère dans le genre Verpa en 1893.

## Description du sporophore
Le chapeau (qui est une apothécie) est conique et mesure en moyenne de 2 à 5 cm de haut pour 2 à 4 cm de large. Il est campanulé et posé sur le pied comme un dé à coudre. Sa surface interne est blanc jaunâtre et constitue la partie stérile. La surface fertile se situe à l'extérieur : elle est profondément marquée par des côtes épaisses et flexueuses qui sont orientées longitudinalement et parfois ramifiées. Elles sont brun-jaune à fauve et forment des cavités et des sillons très différents des alvéoles des morilles. La marge est libre et sinueuse, et peut présenter un mince filet blanc.

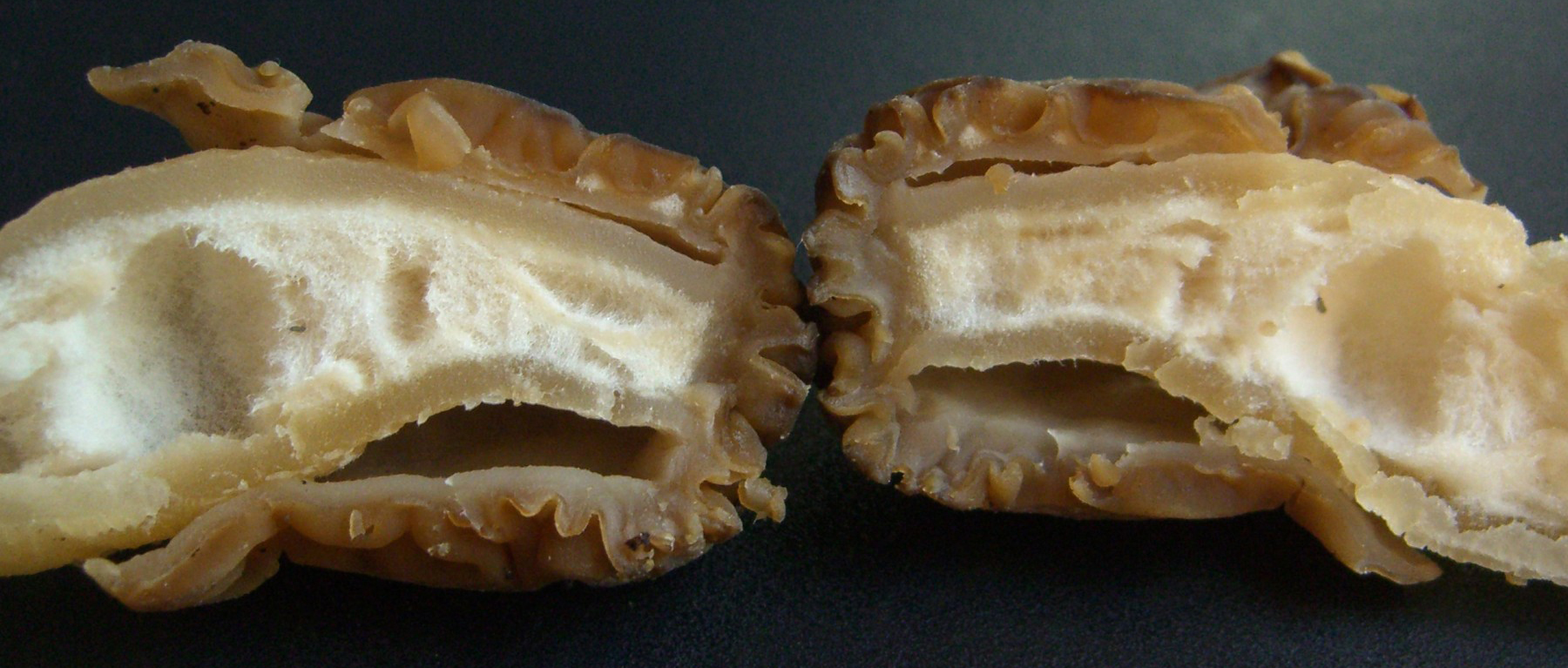
Le pied des jeunes spécimens est rempli d'une moelle cotonneuse blanche qui disparait à maturité. Le chapeau est soudé au haut du pied.

Le stipe est cylindrique et un peu rétréci vers le chapeau. Il s'allonge parfois démesurément, jusqu'à 20 cm de long, donnant un port particulièrement élevé au champignon. Sa surface est blanc jaunâtre et montre souvent des zébrures floconneuses blanchâtres horizontales. Il est fragile, d'abord farci d'une moelle cotonneuse, puis devient vite creux. Il pénètre dans le chapeau et s'y rattache à mi-hauteur environ.
La chair du champignon est blanchâtre, mince et fragile, à la consistance comme de cire d'abeille. Sa saveur est douce et son odeur d'abord fongique et agréable, puis spermatique avec l'âge. La sporée est jaune.*

### Caractéristiques microscopiques
Ses spores sont ellipsoïdes-allongées à cylindriques, parfois suballantoïdes, lisses, non guttulées, hyalines, très grandes, mesurant 50-87 x 15-20(22) µm. Ses asques sont clavés, à 2 spores, inamyloïdes, mesurant 250-350 x 18-25 µm et les paraphyses sont cylindriques, légèrement sinueuses, parfois fourchues, septées, légèrement élargies à l'apex, mesurant jusqu'à 5-8 µm de diamètre.

## Galerie

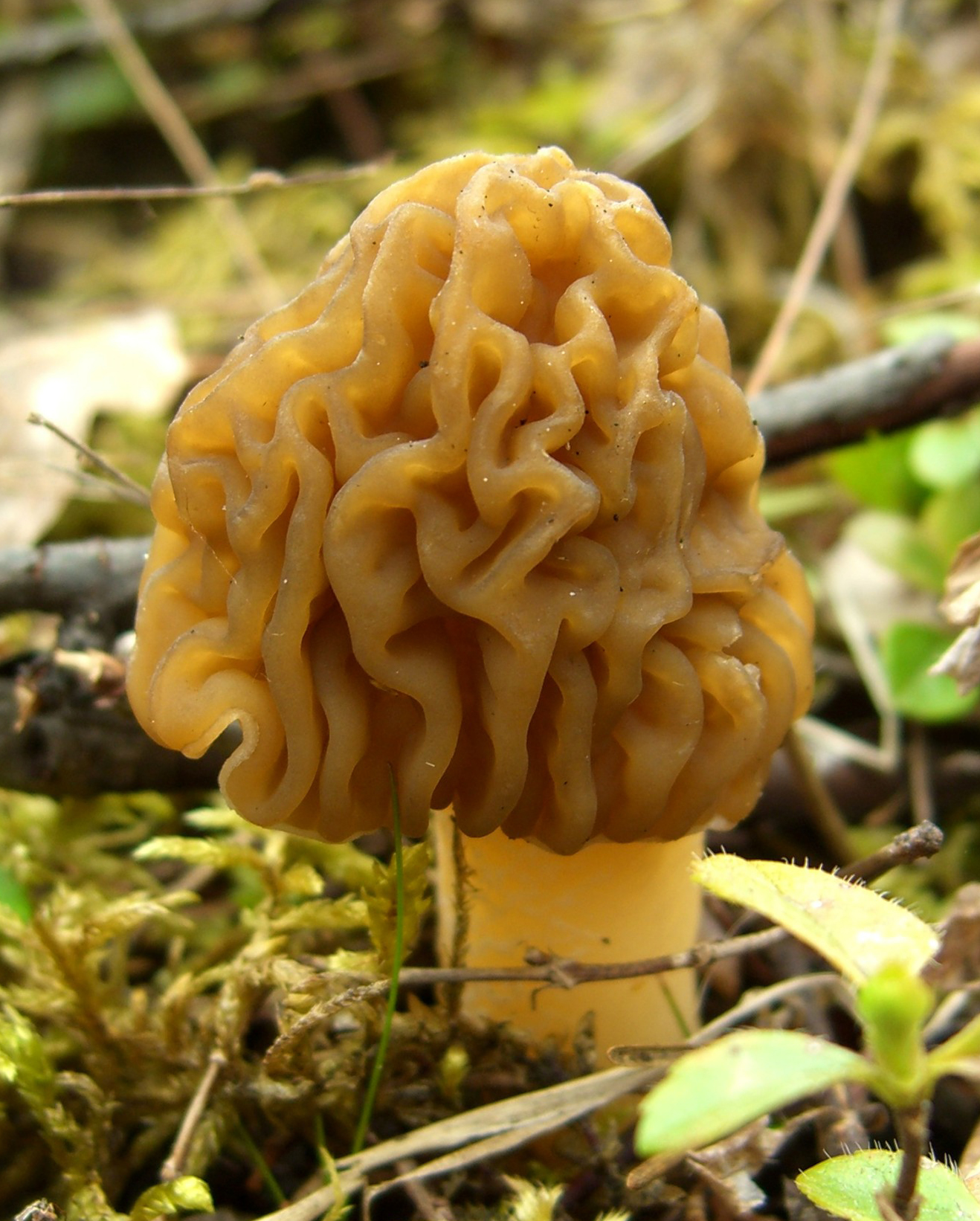
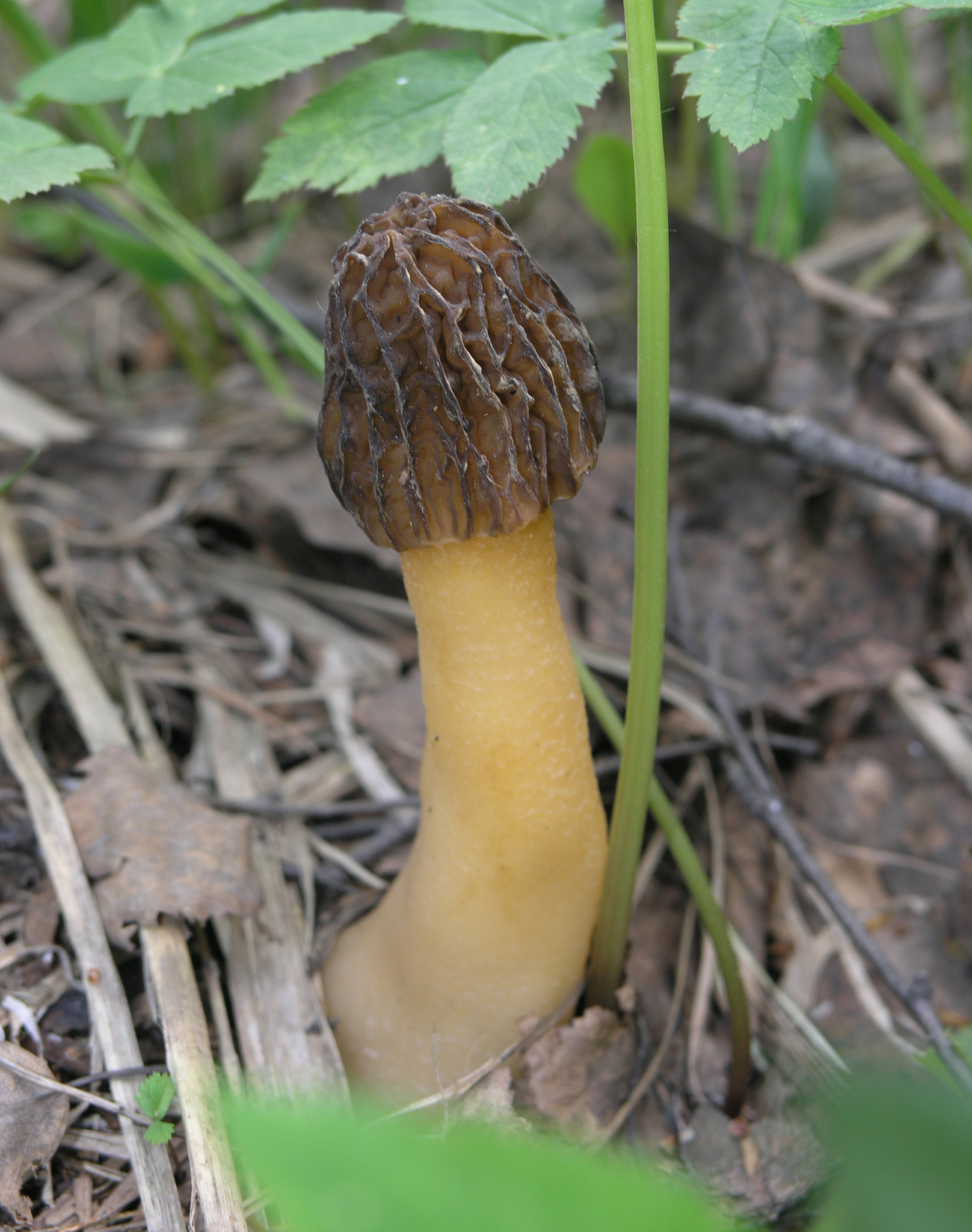
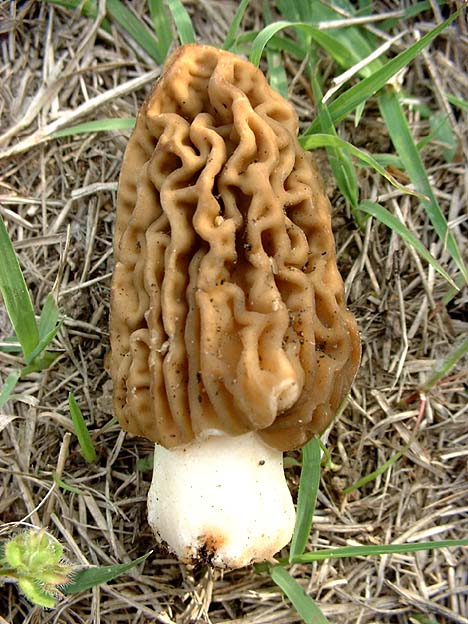
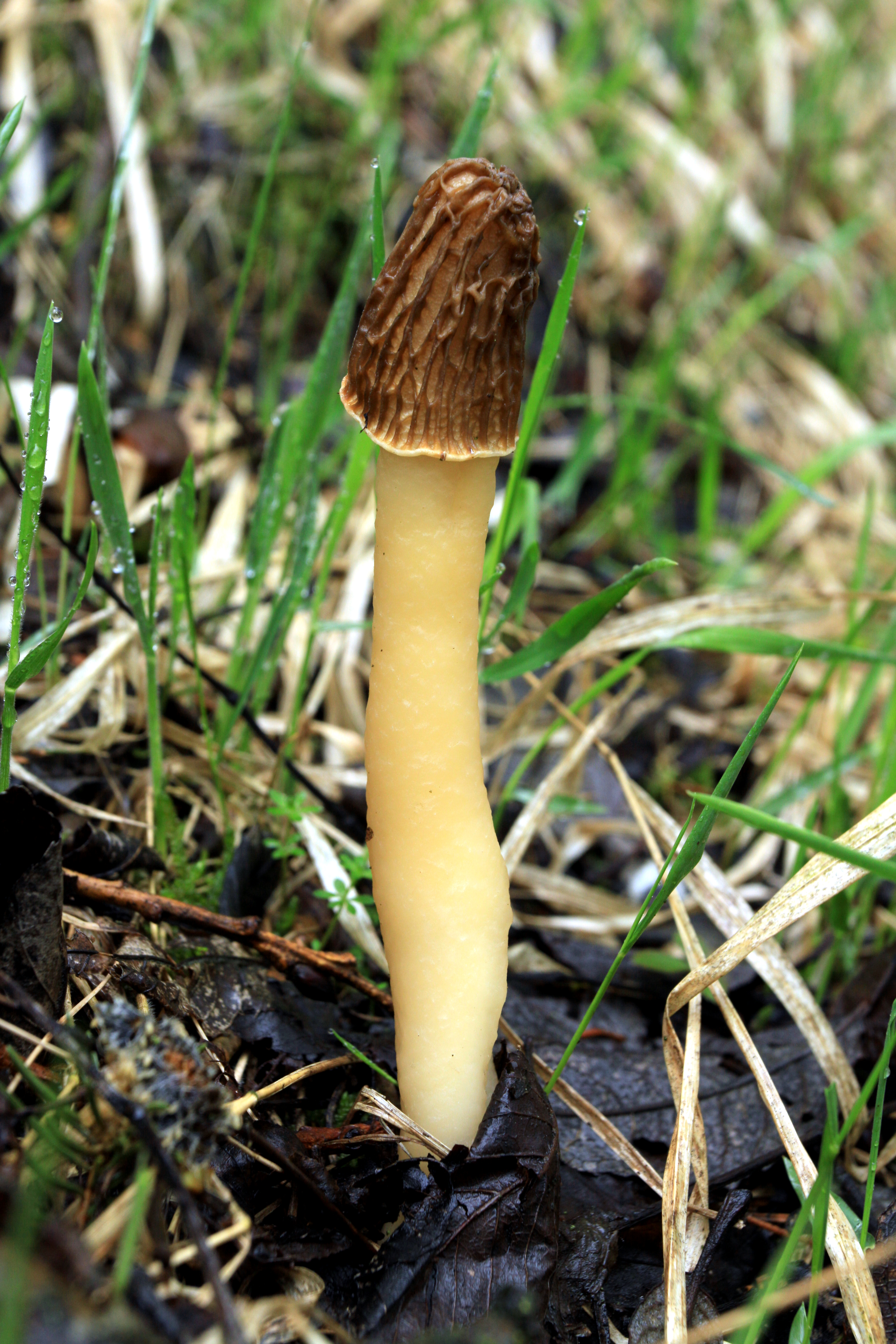
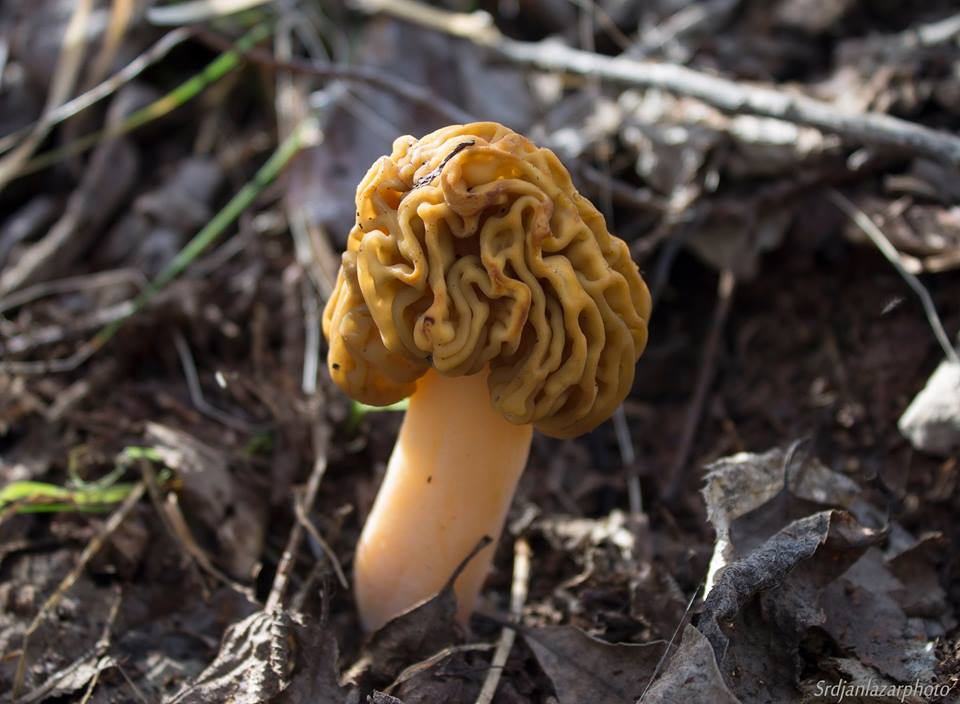
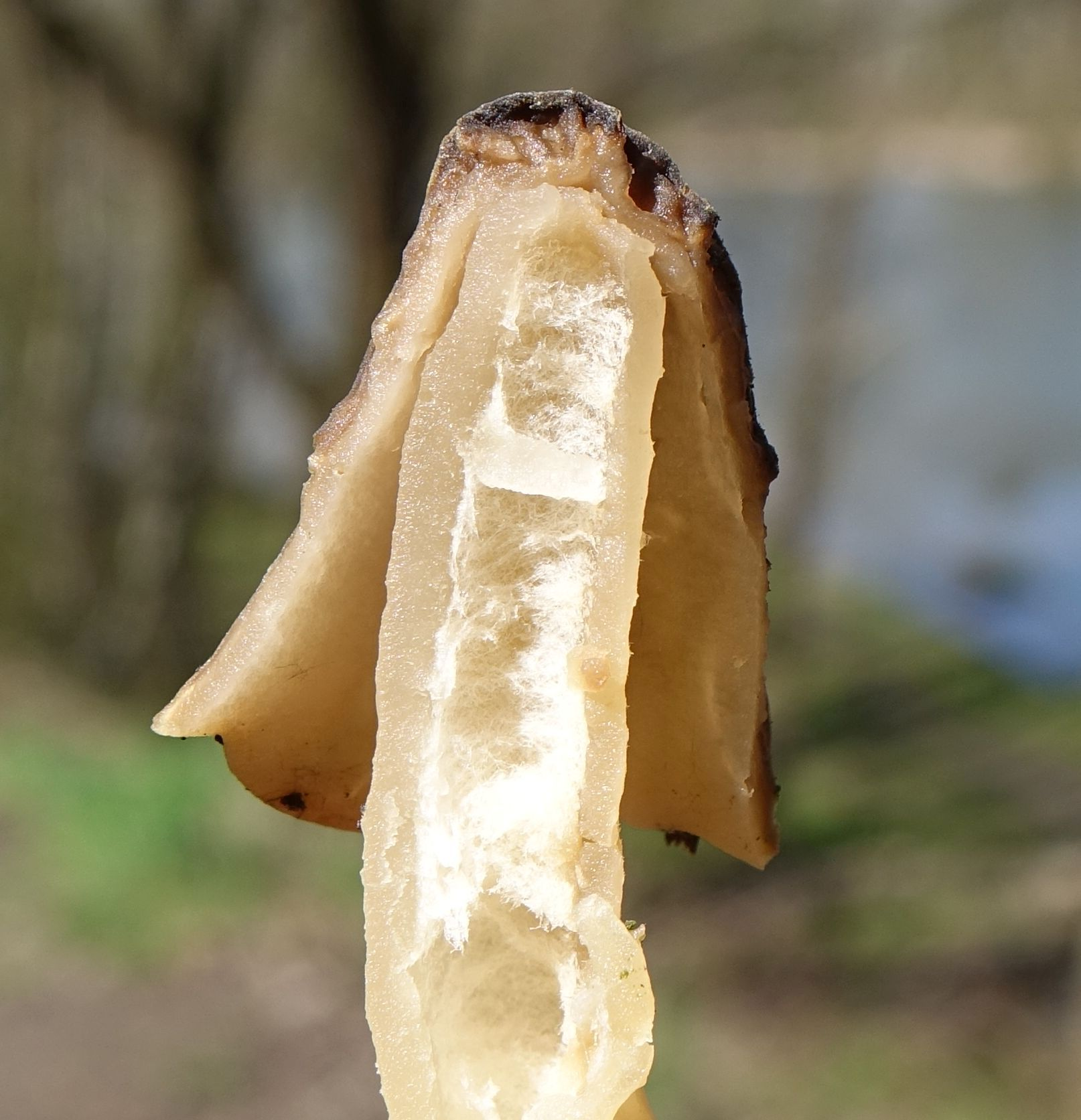
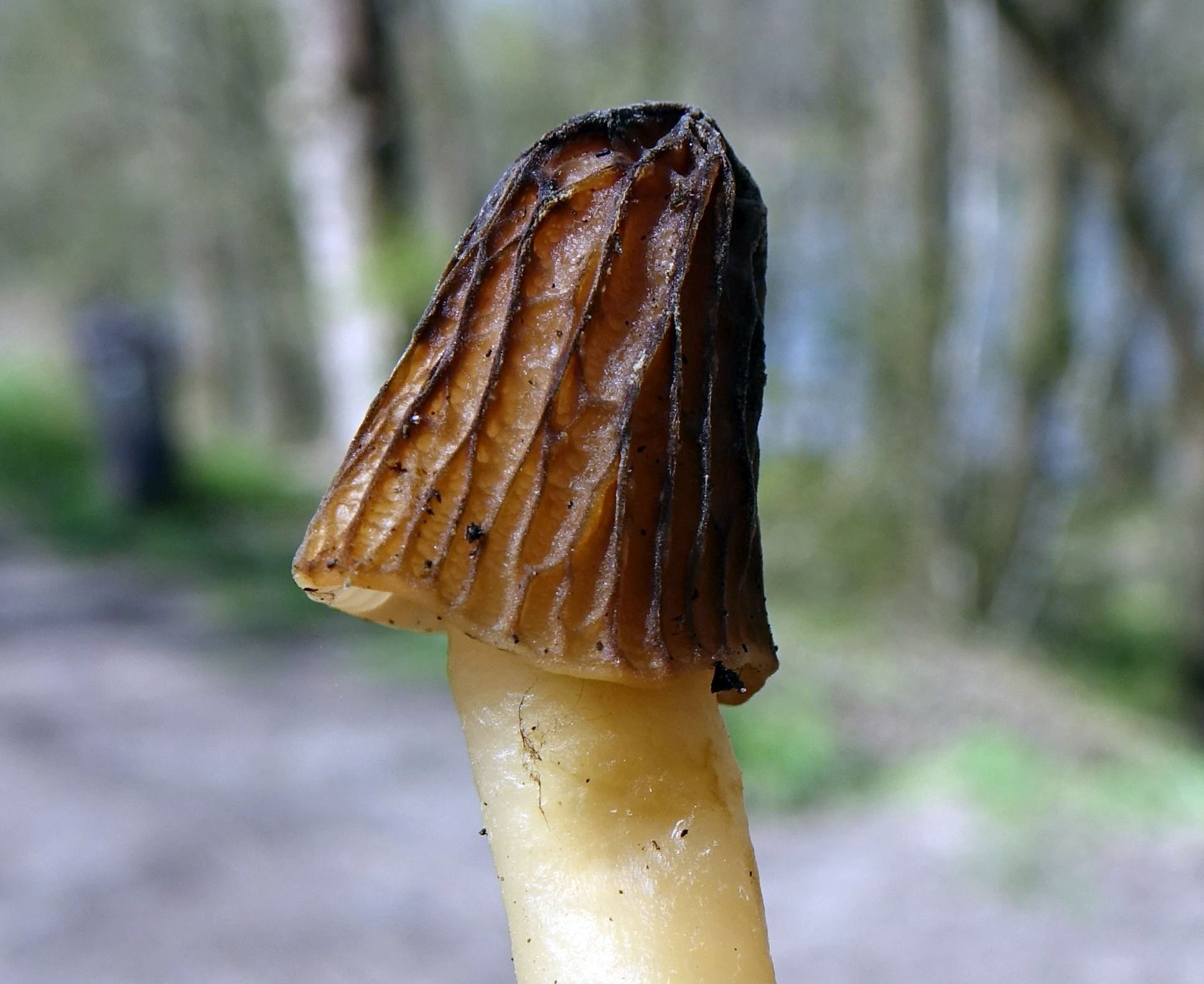
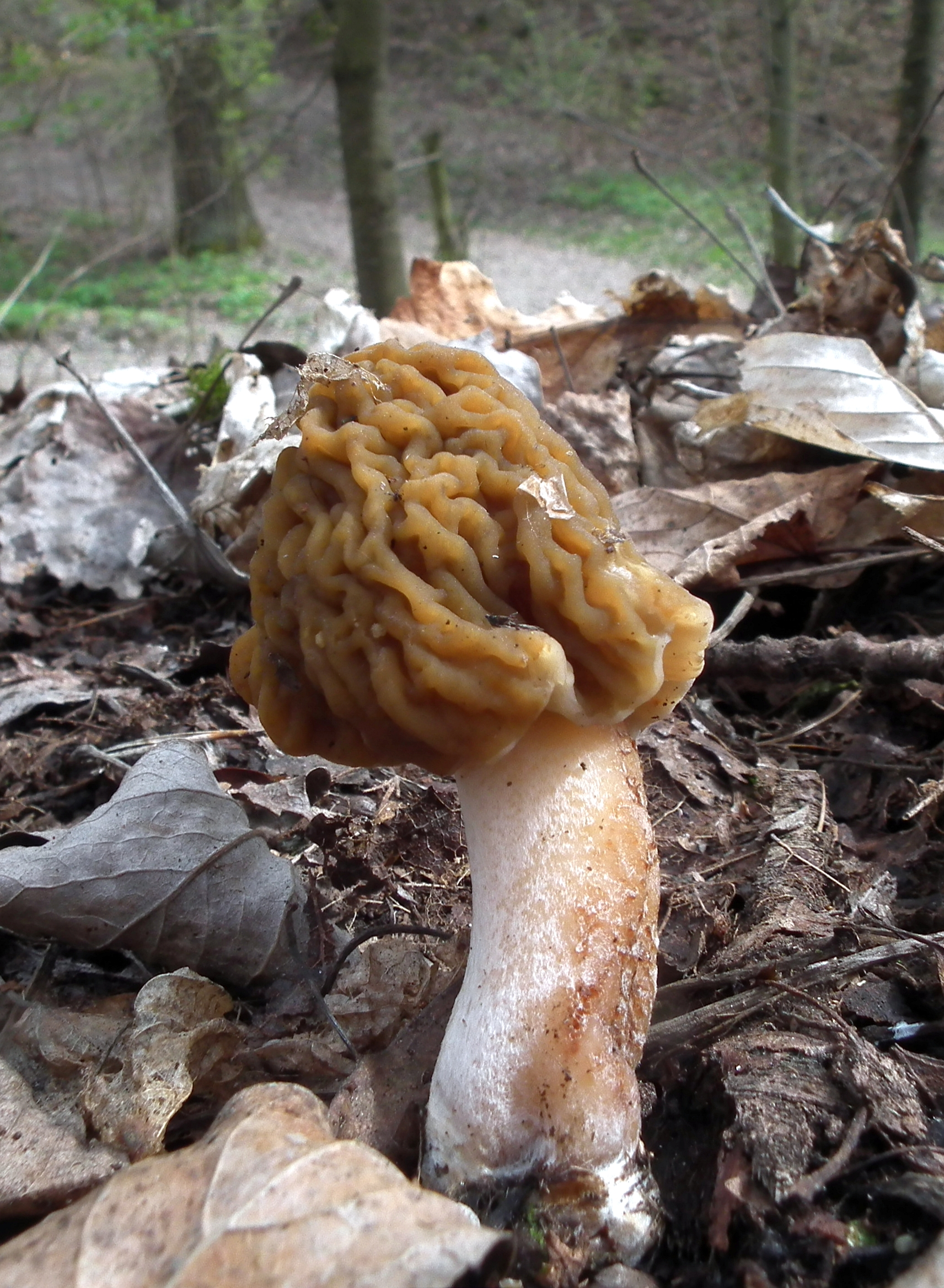
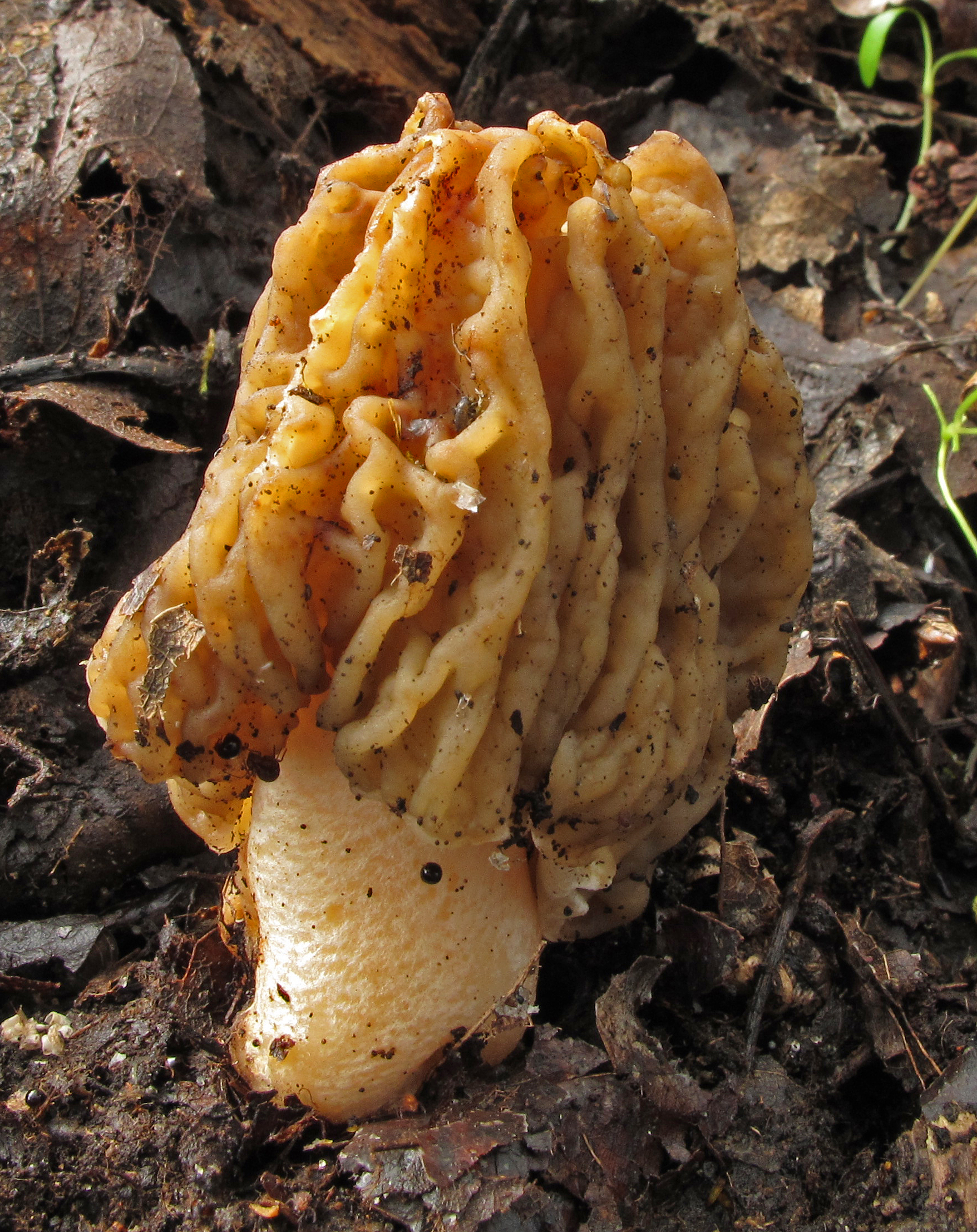
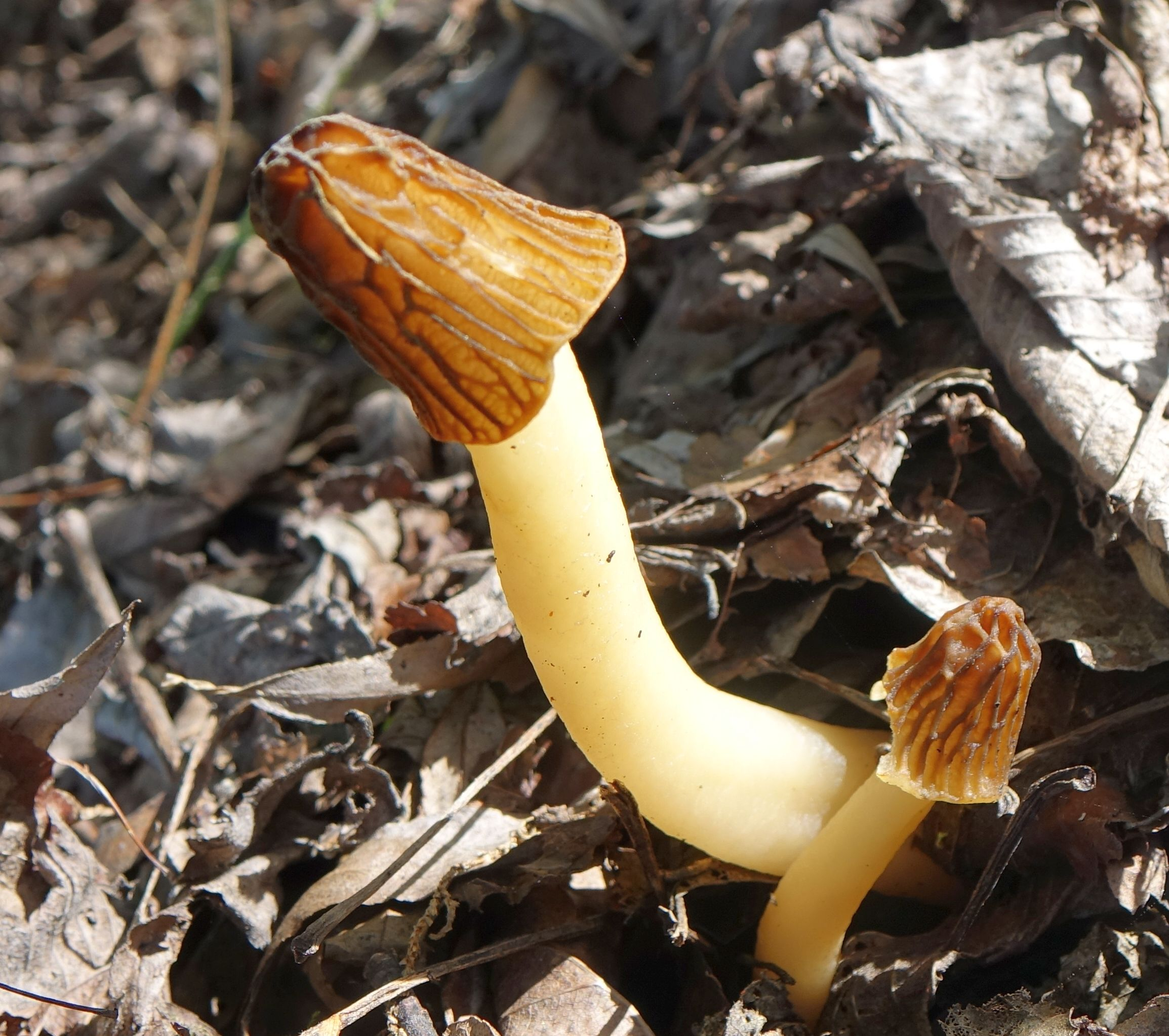
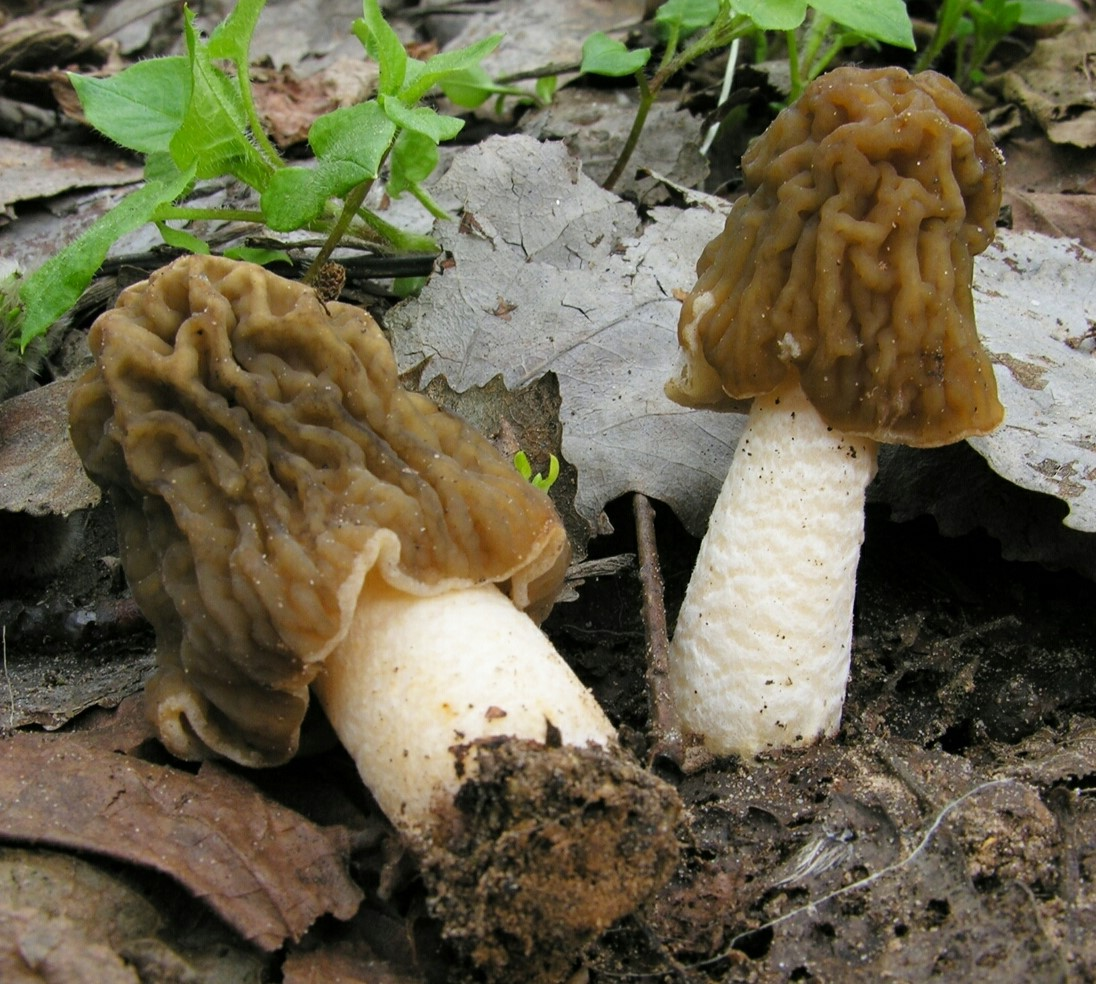
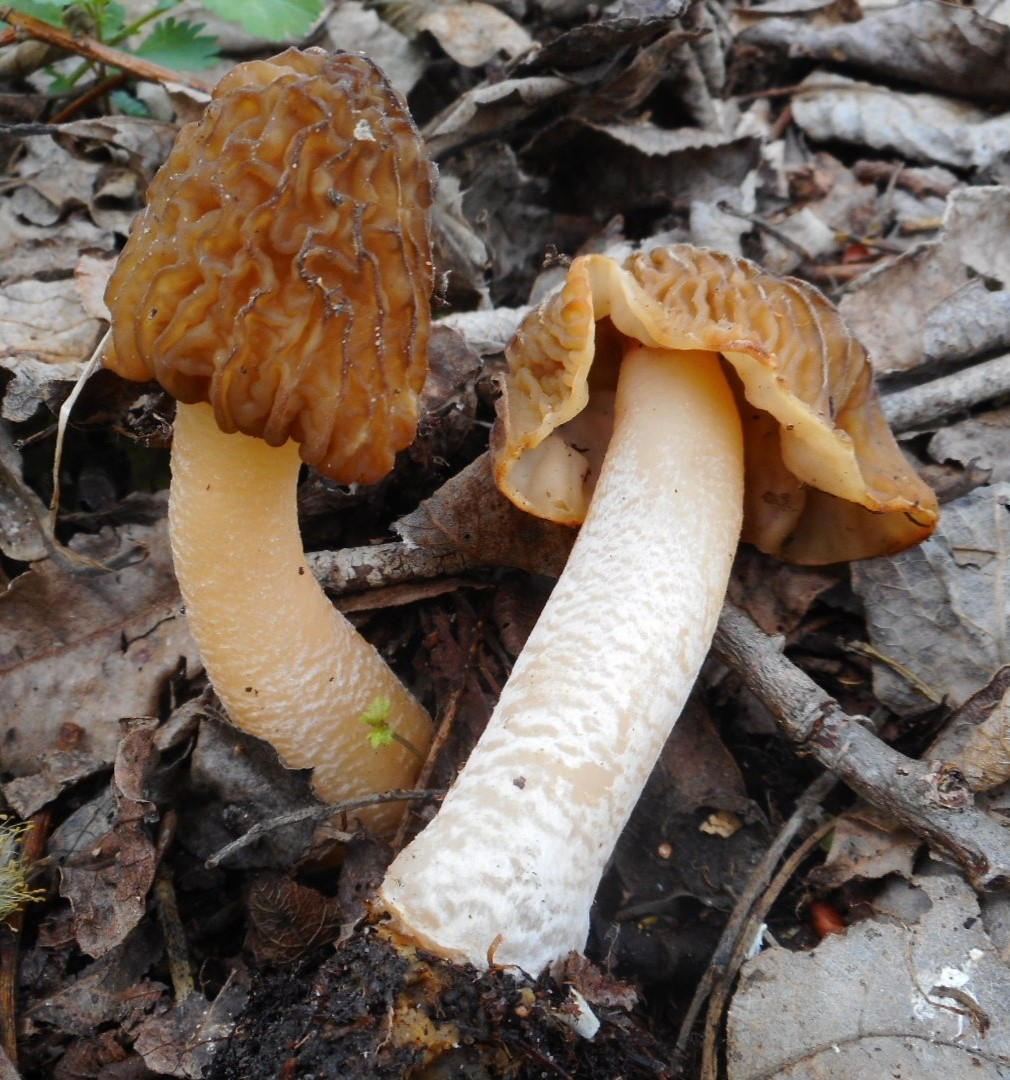
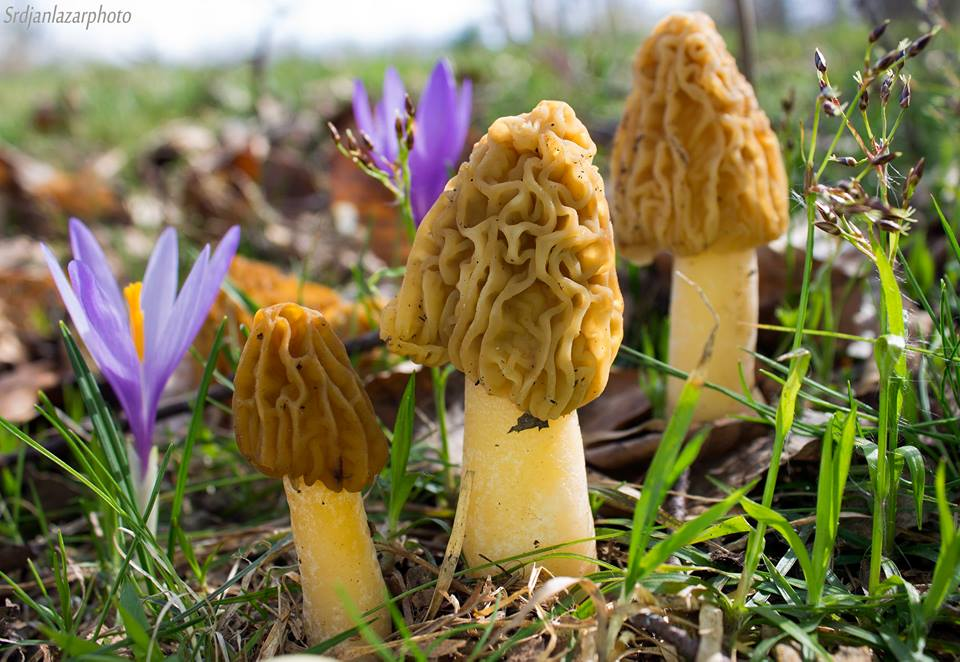
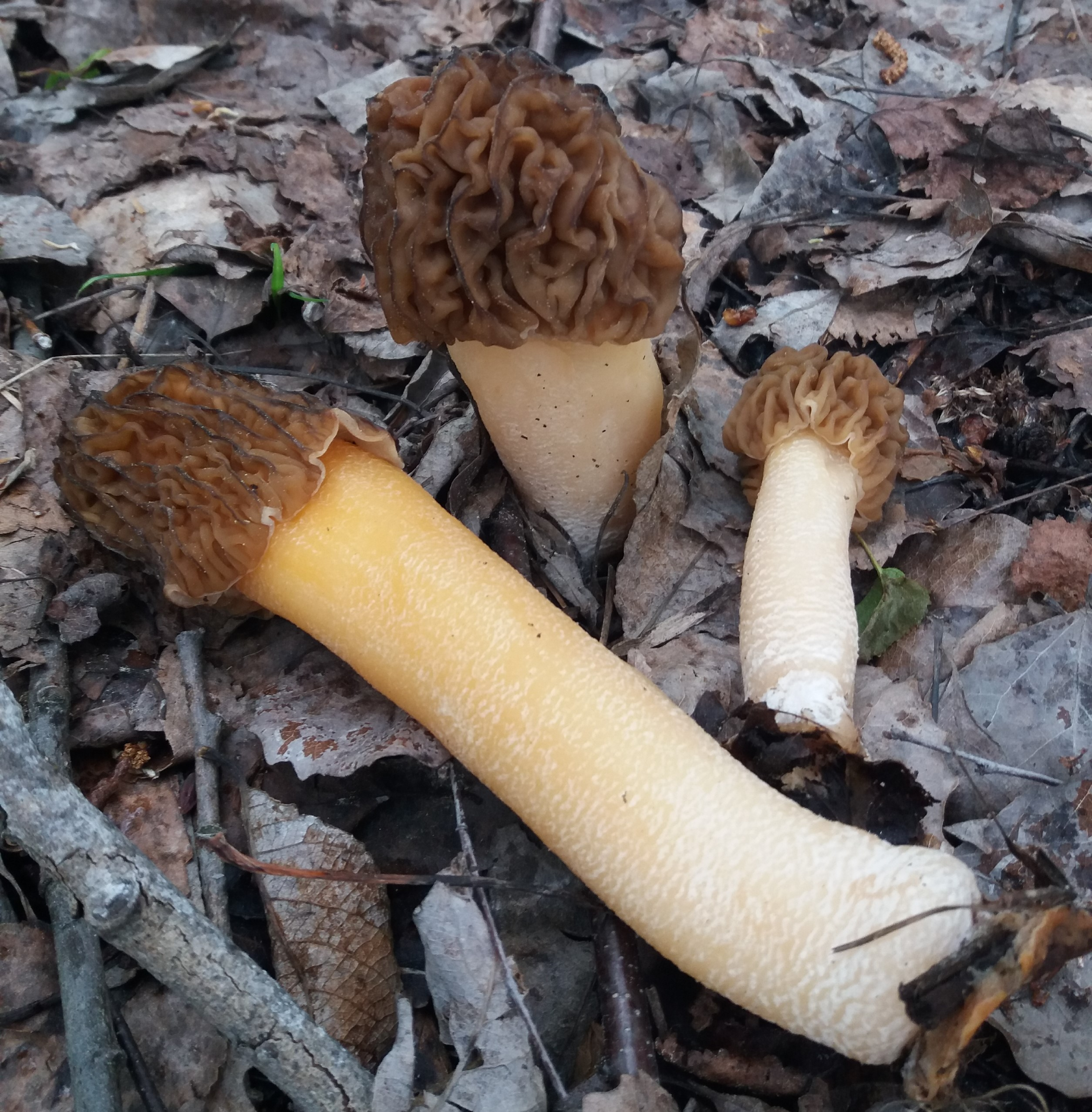
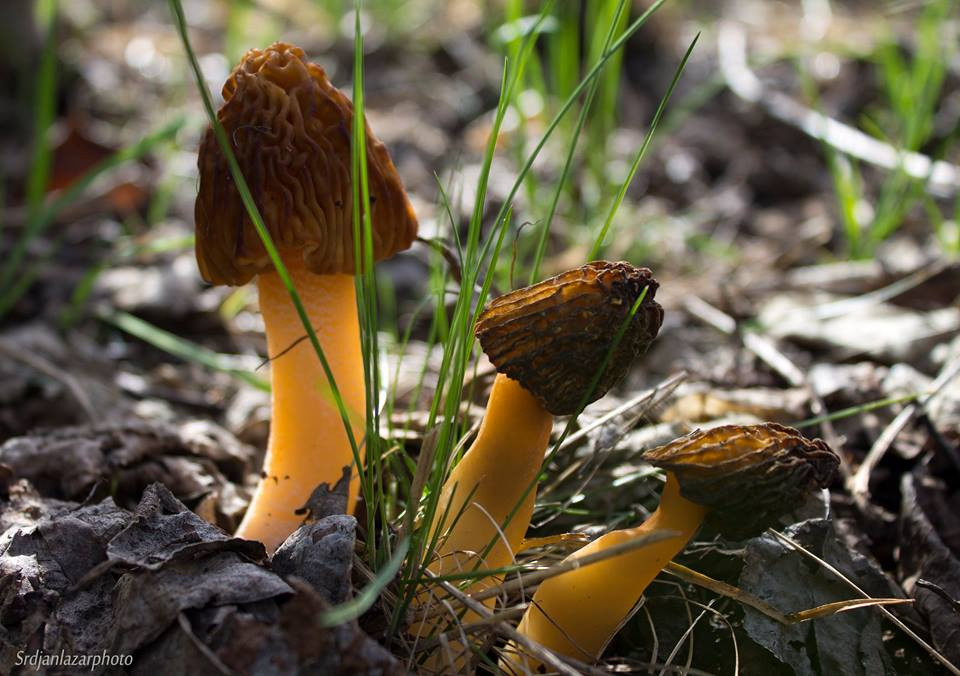
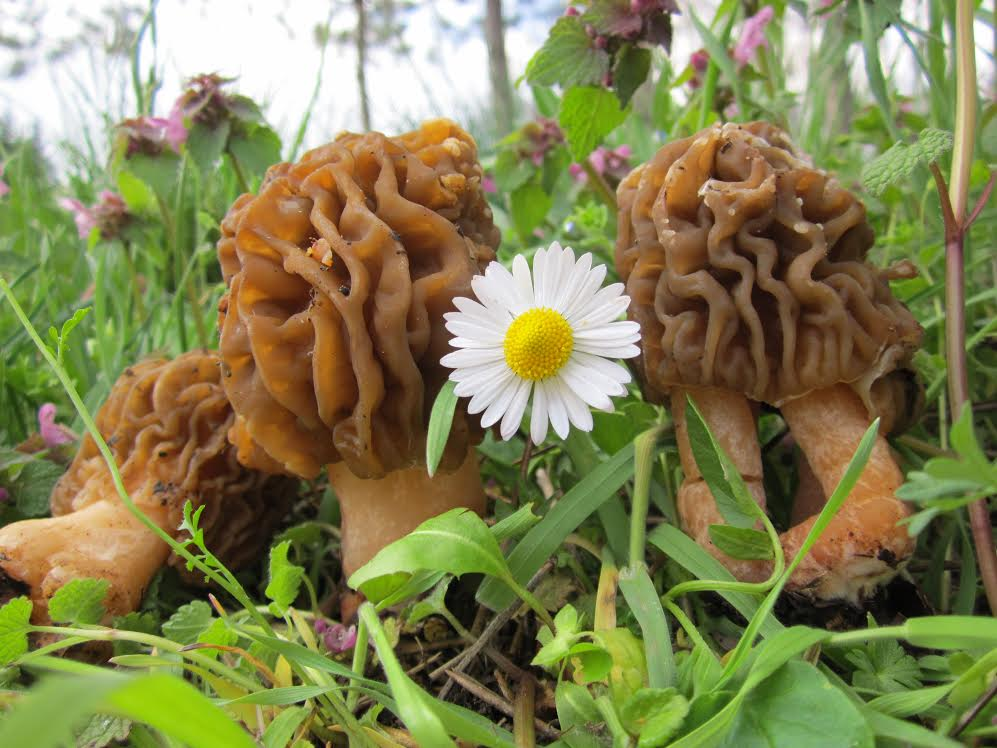
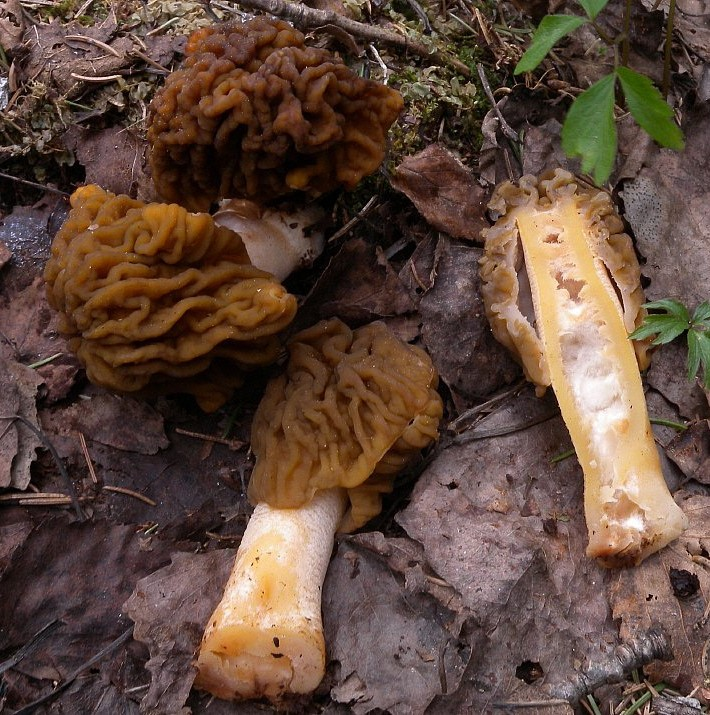
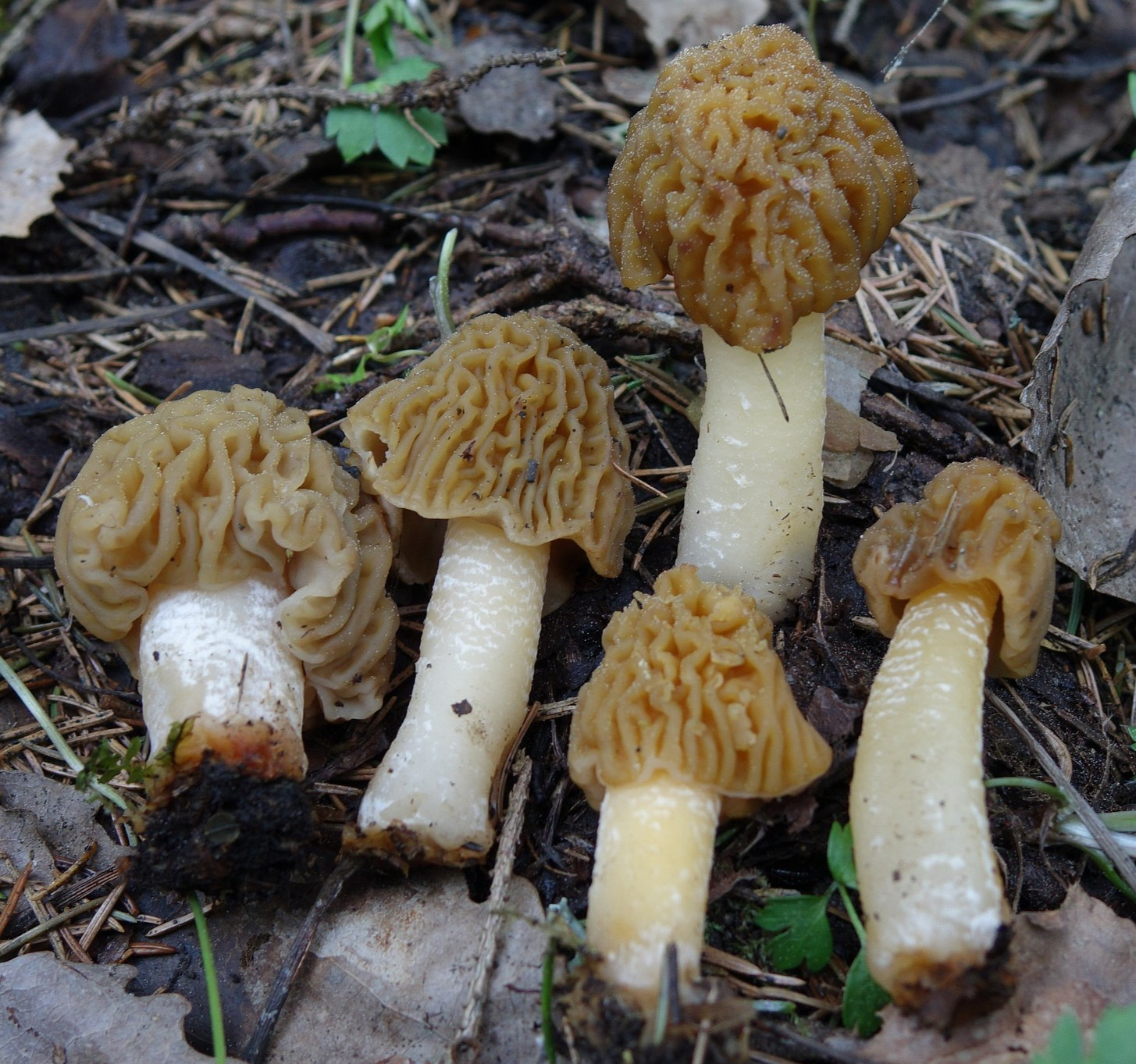
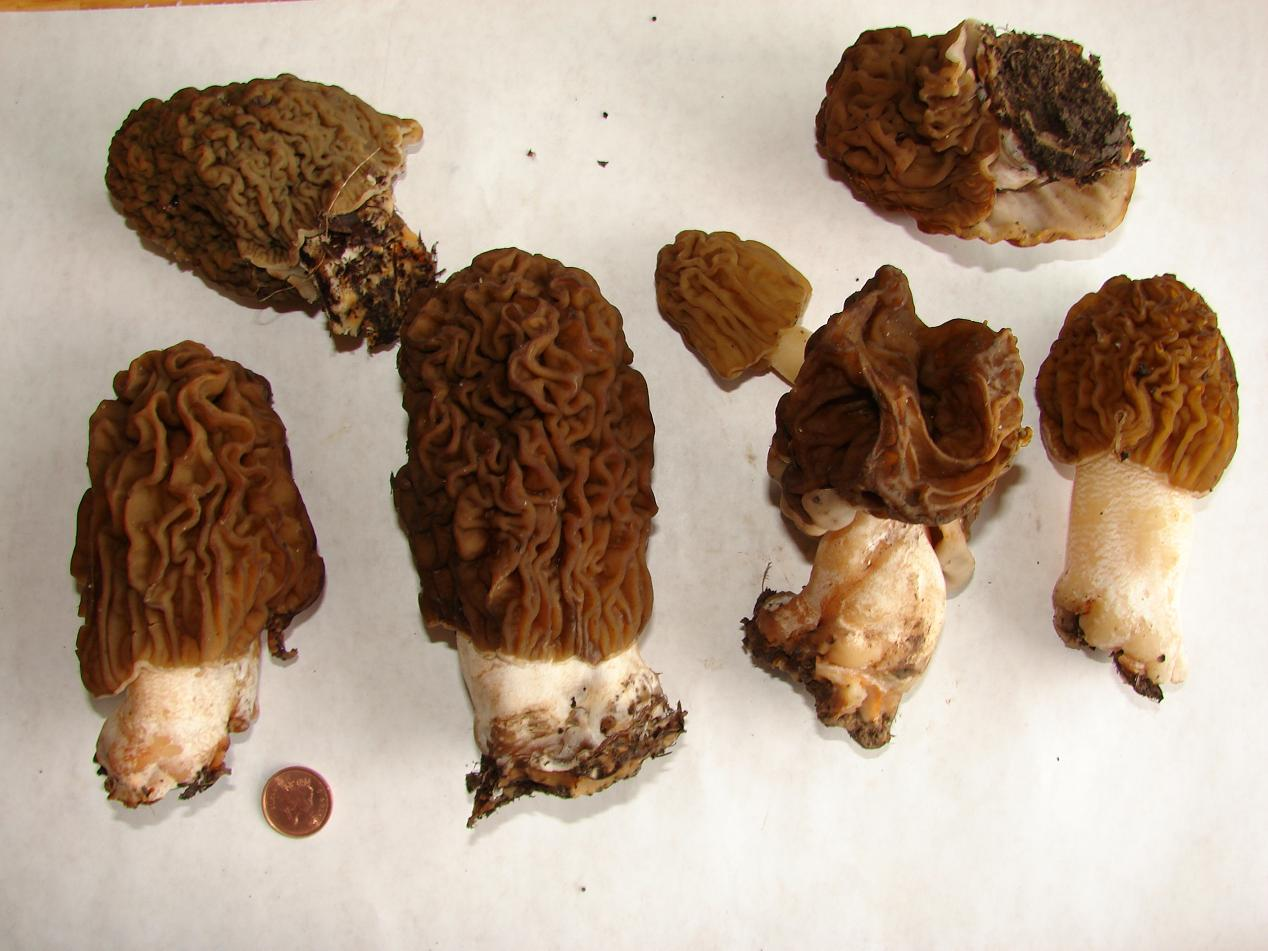

## Variétés et formes

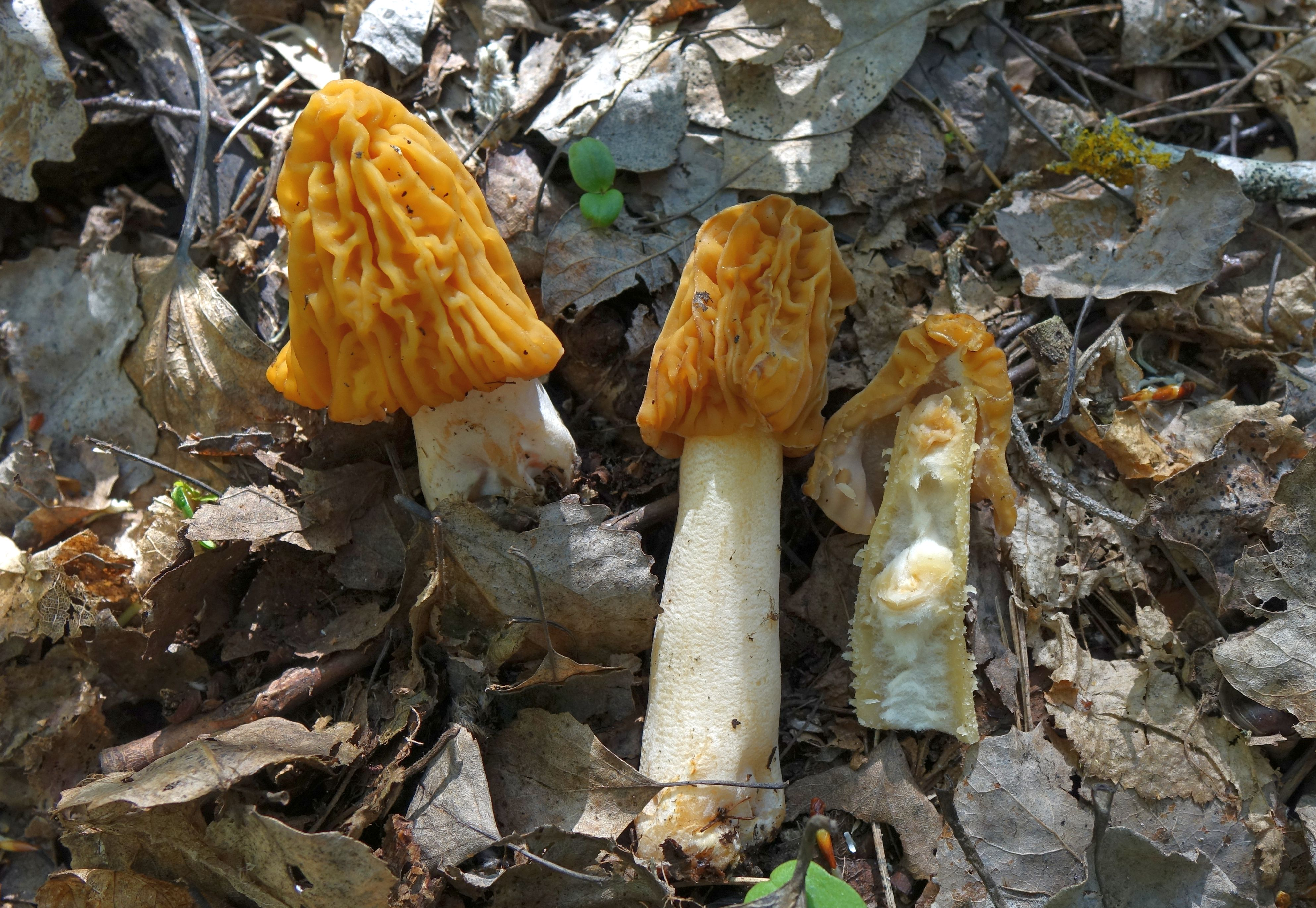
Variété pallida

- Verpa bohemica var. pallida possède un chapeau de couleur jaune doré vif à maturité[10].

## Habitat et distribution
Surtout répandue en montagne, la Verpe de Bohême est un champignon printanier. Elle pousse dans les taillis, sous les frênes, les ormeaux et les noisetiers, sur sol dans les endroits mal drainés, dans les forêts riveraines ou alluviales, solitaire, dispersée ou grégaire.

## Comestibilité
La Verpe de Bohême est traditionnellement considérée comme comestible : jugée excellente, égale ou inférieure aux morilles selon les avis divergents. Comme ces dernières, elle est toxique crue ou mal cuite et ne doit être consommée qu'après une cuisson complète, de préférence après une dessication puis une réhydratation.
Tout comme avec les morilles, des effets indésirables ont été constatés chez des individus sensibles à la suite d'une consommation excessive en une seule prise ou de façon répétée sur plusieurs jours. Les symptômes décrits comprennent un dérangement intestinal et une défaillance de coordination motrice. Des cas de coma après consommation excessive du champignon ont été rapportés. Ils ont longtemps été considérés analogues à ceux que provoque l'ingestion de Gyromitra esculenta (syndrome gyromitrien). Une hypothèse était que Verpa bohemica synthétiserait de faibles quantités de la même toxine (gyromitrine (en)), mais elle a été réfutée par les spécialistes de la mycotoxicologie et est aujourd'hui une suspicion qui a été démentie, acceptée comme originellement infondée,,,,. Il est cependant toujours à prendre en compte qu'une cuisson insuffisante génère des intoxications similaires à celles des morilles (syndrome gastro-intestinal et syndrome cérébelleux),. La Verpe de Bohême est signalée comme comestible par la Société mycologique de France. Elle fait également partie de la liste des champignons comestibles publiée par l'Agence nationale de sécurité sanitaire de l'alimentation, de l'environnement et du travail (France) en 2017. En Suisse, elle est reprise dans la liste positive des champignons comestibles commercialisables entérinée par le Département fédéral de l'intérieur dans une ordonnance de 2016.
Comme pour tous les champignons, il est conseillé de s'en tenir à de petites quantités, surtout s'il s'agit d'une première dégustation, afin de vérifier le niveau de tolérance du consommateur. Certains spécialistes recommandent également de ne consommer que le chapeau et non le pied. La Verpe de Bohême est aussi fréquemment vendue comme « morille » sur les marchés, stratégie malhonnête.

## Confusions possibles
Par son apparition printanière, son habitat et sa silhouette, la Verpe de Bohême est souvent confondue avec les différentes morilles (Morchella spp.), notamment avec le Morillon (Morchella semilibera), à la silhouette ressemblante. Cependant le Morillon a un chapeau alvéolé, alors que la Verpe de Bohême a un chapeau plissé sans alvéoles. Cependant, à maturité, les plis de V. bohemica se transforment en veines ressemblant grandement aux alvéoles de M. semilibera. Malgré cela, il existe un critère très fiable et évident pour les différencier ; le chapeau de V. bohemica est relié au haut au du pied, alors que celui de M. semilibera est relié à sa moitié au pied, il suffit d'effectuer une coupe verticale pour vérifier. Enfin on peut aussi noter que le pied de la Verpe est plus ou moins orné de zébrures horizontales, alors que celui du Morillon est orné de fines granules.
Il existe aussi une autre espèce de Verpe très ressemblante ; la Verpe conique (Verpa conica) dont le chapeau en forme de dé à coudre est presque lisse ou très peu ridé, de même comestibilité que la Verpe de bohème.
Un risque de confusion existe aussi avec le Gyromitre (Gyromitra esculenta) qui a déjà provoqué des empoisonnements mortels. Il a un chapeau en forme de cervelle qui est soudé au pied à sa base.